# أوباليت
الأوباليت (Upalite) عبارة عن معدن صيغته (Al(UO2)3(PO4)2O(OH)·7H2O) ، يتواجد في جمهورية الكونغو الديمقراطية .